# Открытый конкурс
Открытый конкурс или открытый те́ндер — конкурс,  участие в котором могут принять все желающие юридические и физические лица (субъекты предпринимательской деятельности и их добровольные целевые объединения (консорциумы), специально создаваемые для участия в конкурсе), для того, чтобы получить государственный или муниципальный подряд, заказ и тому подобное. Выбор победителя открытого конкурса производится, чаще всего, в отсутствие участников конкурса.

## Отличия от других тендеров
Открытый тендер (конкурс) имеет отличительные особенности перед закрытым конкурсом, поскольку он проводится открыто на всех этапах проведения и в нём могут принимать участие любые поставщики товаров и услуг. Все государственные торги проводятся только в форме открытого тендера. Чаще всего открытый конкурс применяется если сумма госконтракта больше 500 000 рублей. 

## Схема проведения
Государственный заказчик публикует в единой информационной системе в сфере закупок (далее - ЕИС) zakupki.gov.ru документацию открытого конкурса, в которой указывается начальная максимальная цена договора, сроки выполнения работ, качество предоставляемых услуг и прочие условия.
Затем подрядчики направляют заказчику заявки на своё участие в открытом конкурсе и котировки с указанием цены, за которую они берутся выполнить данный объём работ.
Комиссия государственного заказчика в специально определенный день рассматривает заявки и выдает решения о допуске (или не допуске) заявленных подрядчиков на конкурс.
В открытых конкурсах почти всегда присутствует требование до момента подачи конкурсной документации оплатить обеспечение заявки (чаще всего 5 процентов от начальной максимальной цены договора, указанная сумма возвращается после проведения аукциона). Также часто присутствует требование обеспечения исполнения государственного контракта — выигравший конкурс подрядчик должен обеспечить 30% от стоимости госконтракта (например договором страхования на эту сумму или перечислением этой суммы на счет заказчика).

## Пакет документов
Необходимый госоргану для объявления конкурса пакет документов: 
1. Обоснование начальной (максимальной) цены открытого конкурса на право заключения государственного контракта ...
2. Tехническое задание
3. Предложения по критериям оценки заявок для участия в открытом конкурсе на право заключения государственного контракта на оказание услуг...
4. Государственный контракт на выполнение работ
5. Распоряжение «О размещении государственного заказа на право заключения государственного контракта на …»[3][4].

## Коррупционные схемы
Махинации с тендерными предложениями являются одной из самых распространенных коррупционных схем в сфере государственных закупок. Их задача – обеспечить выигрыш заранее выбранного претендента.
Распространенные схемы махинаций
- Сроки выполнения работ выставляются минимальными и заведомо не выполнимыми для участников «со стороны».
- Объёмы работ выставляются очень большими, заведомо не выполнимыми за указанную сумму.
- Указываются огромные сроки оплаты за выполненные работы, например «через 45 дней после подписания актов выполненных работ, при условии поступления денег из Федерального бюджета». Поставщиков (исполнителей,подрядчиков) «со стороны» это может отпугивать. Реальные сроки окончательной оплаты «свои», «прикормленные» фирмы знают всегда.
- Подрядчик оценивается по заведомо непрозрачным критериям[3][4].
- Тендерные предложения блокируются: один или несколько конкурентов отказываются от участия в тендере, чтобы дать возможность победить нужному участнику. В обмен они могут рассчитывать на получение субподряда или отступных.
- Подаются формальные тендерные предложения, чтобы создать видимость конкуренции: они заведомо не соответствуют требованиям или содержат сознательно завышенную цену. Победитель, как правило, гарантирует проигравшим определенную компенсацию.
- Клиенты или рынки распределяются заранее: участники сговора не принимают участия в тендерах друг против друга или подают формальные предложения для имитации конкуренции. Такая схема распространена в секторе услуг.
- Первоначальная цена сознательно занижается: участник-фаворит специально занижает первоначальную цену, поскольку знает, в итоге это будет компенсировано за счет изменения контракта, которые будут одобрены участвующим в схеме чиновником[6].